# غونيلا ليندبرغ
غونيلا ليندبرغ (بالسويدية: Gunilla Lindberg)‏ هي متزلجة فنية سويدية، ولدت في 6 مايو 1947 في Upplands Väsby ‏ في السويد.

## وصلات خارجية
- غونيلا ليندبرغ على موقع اللجنة الأولمبية الدولية (الإنجليزية)
- غونيلا ليندبرغ على موقع أوليمبيديا (الإنجليزية)